# Кардамычево
Кардамычево (укр. Кардамичеве) — село, относится к Великомихайловскому району Одесской области Украины.
Население по переписи 2001 года составляло 126 человек. Почтовый индекс — 67150. Телефонный код — 8-04859. Занимает площадь 0,83 км². Код КОАТУУ — 5121683404.

## Местный совет
67150, Одесская обл., Великомихайловский р-н, с. Новосёловка, ул. Ленина, 1